# Mannini (calciatore)
 Mannini (fl. XX secolo) è stato un calciatore italiano, di ruolo portiere.

## Carriera
Con la Lucchese disputa 15 gare nel campionato di Prima Divisione 1922-1923.